# Henriette Rønde Mikkelsen
Pour les articles homonymes, voir Ronde et Mikkelsen.
Henriette Rønde Mikkelsen, née le 21 septembre 1980, est une handballeuse internationale danoise évoluant au poste d'ailière gauche.

## Palmarès

### Club
compétitions internationales 
- vainqueur de la Ligue des champions en 2006, 2009 et 2010 (avec Viborg HK)
- vainqueur de la coupe EHF en 2002 (avec Ikast Bording EH) et 2004 (avec Viborg HK)
- vainqueur de la coupe des vainqueurs de coupe en 2014 (avec Viborg HK sans participer à la finale)

 compétitions nationales 
- championne du Danemark en 2004, 2006, 2008, 2009 et 2010 (avec Viborg HK)
- vainqueur de la  Coupe du Danemark en 2006, 2007, 2008, 2009 et 2010 (avec Viborg HK)

### Sélection nationale
Jeux olympiques
- médaille d'or aux Jeux olympiques de 2004 à Athènes

championnats d'Europe
- finaliste du championnat d'Europe 2004

autres
- troisième du championnat du monde junior en 1999

### Distinctions individuelles
- élue meilleure ailière gauche du championnat du Danemark en 2004 et 2007[3]